# Yoshihiro Hamaguchi
Yoshihiro Hamaguchi (jap. 浜口 喜博 Hamaguchi Yoshihiro; ur. 23 czerwca 1926, zm. 9 sierpnia 2011) – japoński pływak. Srebrny medalista olimpijski z Helsinek.
Zawody w 1952 były jego jedynymi igrzyskami olimpijskimi. Drugi był w sztafecie 4 × 200 metrów stylem dowolnym. Wspólnie z nim tworzyli ją Hiroshi Suzuki, Tōru Gotō i Teijirō Tanikawa. Po zakończeniu kariery sportowej został aktorem.